# Filmografia dei Peanuts
Questa è la lista dei film, degli speciali televisivi, delle serie televisive, dei documentari e dei musical teatrali basati sui personaggi dei Peanuts, creati da Charles M. Schulz.

## Film cinematografici
- Arriva Charlie Brown (A Boy Named Charlie Brown), regia di Bill Melendez (1969)
- Snoopy cane contestatore (Snoopy Come Home), regia di Bill Melendez (1972)
- Corri più che puoi Charlie Brown (Race For Your Life, Charlie Brown), regia di Bill Melendez e Phil Roman (1977)
- Buon viaggio, Charlie Brown (Bon Voyage, Charlie Brown (and Don't Come Back!!)), regia di Bill Melendez e Phil Roman (1980)
- Snoopy & Friends - Il film dei Peanuts (The Peanuts Movie), regia di Steve Martino (2015)

## Televisione

### Speciali
| Nº | Titolo italiano                                         | Titolo originale                                      | Prima TV USA      | Prima TV Italia   |
| -- | ------------------------------------------------------- | ----------------------------------------------------- | ----------------- | ----------------- |
| 1  | Buon Natale, Charlie Brown!                             | A Charlie Brown Christmas                             | 9 dicembre 1965   | 25 dicembre 1969  |
| 2  | Siamo tutti campioni!                                   | Charlie Brown's All-Stars!                            | 8 giugno 1966     | 17 aprile 1970    |
| 3  | Aspettando il Grande Cocomero                           | It's the Great Pumpkin, Charlie Brown                 | 27 ottobre 1966   | 10 aprile 1970    |
| 4  | Hai preso una cotta, Charlie Brown!                     | You're in Love, Charlie Brown                         | 12 giugno 1967    | 3 aprile 1970     |
| 5  | Snoopy è il tuo cane, Charlie Brown!                    | He's Your Dog, Charlie Brown                          | 14 febbraio 1968  | 7 aprile 1970     |
| 6  | L'estate passa in fretta, Charlie Brown!                | It Was a Short Summer, Charlie Brown                  | 27 settembre 1969 | 14 aprile 1970    |
| 7  | Preferisco Beethoven                                    | Play It Again, Charlie Brown                          | 28 marzo 1971     | 24 dicembre 1971  |
| 8  | Sei stato eletto, Charlie Brown!                        | You're Not Elected, Charlie Brown                     | 29 ottobre 1972   | 25 gennaio 1977   |
| 9  | Non c'è tempo per l'amore, Charlie Brown!               | There's No Time for Love, Charlie Brown               | 11 marzo 1973     | 20 gennaio 1977   |
| 10 | È il Giorno del ringraziamento Charlie Brown            | A Charlie Brown Thanksgiving                          | 20 novembre 1973  | 13 gennaio 1977   |
| 11 | È un mistero, Charlie Brown!                            | It's a Mystery, Charlie Brown                         | 1º febbraio 1974  | 30 dicembre 1976  |
| 12 | Aspettando il cane di Pasqua                            | It's the Easter Beagle, Charlie Brown                 | 9 aprile 1974     | 15 marzo 1977     |
| 13 | È il giorno di San Valentino, Charlie Brown!            | Be My Valentine, Charlie Brown                        | 28 gennaio 1975   | 8 febbraio 1977   |
| 14 | Sei un campione, Charlie Brown!                         | You're a Good Sport, Charlie Brown                    | 28 ottobre 1975   | 6 gennaio 1977    |
| 15 | È l'Arbor Day, Charlie Brown                            | It's Arbor Day, Charlie Brown                         | 16 marzo 1976     | 1982              |
| 16 | È il tuo primo bacio, Charlie Brown                     | It's Your First Kiss, Charlie Brown                   | 24 ottobre 1977   | 1982              |
| 17 | Che incubo Charlie Brown                                | What a Nightmare, Charlie Brown!                      | 23 febbraio 1978  | 1982              |
| 18 | Sei il più grande Charlie Brown!                        | You're the Greatest, Charlie Brown                    | 19 marzo 1979     | 1982              |
| 19 | Lei è una brava pattinatrice Charlie Brown              | She's a Good Skate, Charlie Brown                     | 25 febbraio 1980  | 1982              |
| 20 | La vita è un circo                                      | Life Is a Circus, Charlie Brown                       | 24 ottobre 1980   | 1982              |
| 21 | È magico Charlie Brown                                  | It's Magic, Charlie Brown                             | 28 aprile 1981    | 1982              |
| 22 | Un giorno la troverai Charlie Brown                     | Someday You'll Find Her, Charlie Brown                | 30 ottobre 1981   | 1982              |
| 23 | A Charlie Brown Celebration                             | A Charlie Brown Celebration                           | 24 maggio 1982    | 1983              |
| 24 | È un addio, Charlie Brown                               | Is This Goodbye, Charlie Brown?                       | 21 febbraio 1983  |                   |
| 25 | È un'avventura Charlie Brown                            | It's an Adventure, Charlie Brown                      | 16 maggio 1983    |                   |
| 26 | Cosa abbiamo imparato Charlie Brown?                    | What Have We Learned, Charlie Brown?                  | 30 maggio 1983    |                   |
| 27 | È un bracchetto flashdance                              | It's Flashbeagle, Charlie Brown                       | 16 aprile 1984    |                   |
| 28 | Snoopy si sposa, Charlie Brown                          | Snoopy's Getting Married, Charlie Brown               | 20 marzo 1985     |                   |
| 29 | Sei un buon uomo, Charlie Brown                         | You're a Good Man, Charlie Brown                      | 6 novembre 1985   | 22 settembre 2023 |
| 30 | Felice anno nuovo, Charlie Brown                        | Happy New Year, Charlie Brown!                        | 1º gennaio 1986   |                   |
| 31 |                                                         | Snoopy!!! The Musical                                 | 29 gennaio 1988   |                   |
| 32 |                                                         | It's the Girl in the Red Truck, Charlie Brown         | 27 settembre 1988 |                   |
| 33 | Perché, Charlie Brown, perché?                          | Why, Charlie Brown, Why?                              | 16 marzo 1990     |                   |
| 34 | La riunione di Snoopy                                   | Snoopy's Reunion                                      | 1º maggio 1991    |                   |
| 35 | È di nuovo Natale Charlie Brown                         | It's Christmastime Again, Charlie Brown               | 27 novembre 1992  |                   |
| 36 |                                                         | You're in the Super Bowl, Charlie Brown               | 18 gennaio 1994   |                   |
| 37 | È l'allenamento primaverile, Charlie Brown              | It's Spring Training, Charlie Brown                   | 9 gennaio 1996    |                   |
| 38 | Un grandissimo compleanno, Charlie Brown!               | It Was My Best Birthday Ever, Charlie Brown!          | 5 agosto 1997     | dicembre 2000     |
| 39 | Charlie Brown e il pifferaio magico                     | It's the Pied Piper, Charlie Brown                    | 12 settembre 2000 | marzo 2001        |
| 40 | Buon San Valentino, Charlie Brown                       | A Charlie Brown Valentine                             | 14 febbraio 2002  | 9 febbraio 2023   |
| 41 | Charlie Brown e il racconto di Natale                   | Charlie Brown's Christmas Tales                       | 8 dicembre 2002   | 2 dicembre 2022   |
| 42 | Lucy si allena, Charlie Brown                           | Lucy Must Be Traded, Charlie Brown                    | 29 agosto 2003    | 22 settembre 2023 |
| 43 | Per Natale voglio un cagnolino, Charlie Brown           | I Want a Dog for Christmas, Charlie Brown             | 9 dicembre 2003   | 2 dicembre 2022   |
| 44 | È un bullo, Charlie Brown                               | He's a Bully, Charlie Brown                           | 20 novembre 2006  | 9 settembre 2022  |
| 45 | La felicità è una coperta calda, Charlie Brown          | Happiness Is a Warm Blanket, Charlie Brown            | 29 marzo 2011     | 22 settembre 2023 |
| 46 | Snoopy presenta: Anno nuovo vita nuova, Lucy            | Snoopy Presents: For Auld Lang Syne                   | 10 dicembre 2021  | 10 dicembre 2021  |
| 47 | Snoopy presenta: le piccole cose contano, Charlie Brown | Snoopy Presents: It's The Small Things, Charlie Brown | 15 aprile 2022    | 15 aprile 2022    |
| 48 | Snoopy presenta: a mamma (e papà) con amore             | Snoopy Presents: To Mom (and Dad), With Love          | 6 maggio 2022     | 6 maggio 2022     |
| 49 | Snoopy presenta: la scuola di Lucy                      | Snoopy Presents: Lucy's School                        | 12 agosto 2022    | 12 agosto 2022    |
| 50 | Snoopy presenta: Marcie, sei unica!                     | Snoopy Presents: One-of-a-Kind Marcie                 | 18 agosto 2023    | 18 agosto 2023    |
| 51 | Snoopy presenta: benvenuto, Franklin                    | Snoopy Presents: Welcome Home, Franklin               | 16 febbraio 2024  | 16 febbraio 2024  |
| 52 | Snoopy presenta: il Musical dell'estate                 | Snoopy Presents: A Summer Musical                     | 15 agosto 2025    | 15 agosto 2025    |

### Altri speciali
| Titolo italiano                               | Titolo originale                       | Prima TV USA     | Prima TV Italia |
| --------------------------------------------- | -------------------------------------- | ---------------- | --------------- |
|                                               | Snoopy at the Ice Follies              | 24 ottobre 1971  |                 |
|                                               | Snoopy's International Ice Follies     | 12 novembre 1972 |                 |
|                                               | Snoopy Directs the Ice Follies         | 13 novembre 1973 |                 |
|                                               | Snoopy's Musical on Ice                | 24 maggio 1978   |                 |
|                                               | The Big Stuffed Dog                    | 8 febbraio 1981  |                 |
| Snoopy nello spazio: i segreti dell'Apollo 10 | Peanuts in Space: Secrets of Apollo 10 | 18 maggio 2019   | 18 maggio 2019  |

### Serie animate

#### Peanuts Motion Comics
Miniserie distribuita su iTunes nel 2008.

#### Snoopy nello spazio
Serie televisiva distribuita su Apple TV+ dal 1º novembre 2019 in due stagioni.

#### Le avventure di Snoopy
Serie televisiva distribuita su Apple TV+ dal 5 febbraio 2021 in tre stagioni.

#### In campeggio con Snoopy
Serie televisiva in 13 episodi distribuita su Apple TV+ dal 14 giugno 2024.

### Documentari
| Titolo italiano                               | Titolo originale                                                       | Prima TV USA      | Prima TV Italia |
| --------------------------------------------- | ---------------------------------------------------------------------- | ----------------- | --------------- |
|                                               | A Boy Named Charlie Brown                                              | primavera 1964    |                 |
|                                               | Charlie Brown and Charles Schulz                                       | 24 maggio 1969    |                 |
|                                               | Happy Anniversary, Charlie Brown                                       | 9 gennaio 1976    | 1982            |
|                                               | Happy Birthday, Charlie Brown                                          | 5 gennaio 1979    |                 |
|                                               | It's Your 20th Television Anniversary, Charlie Brown                   | 14 maggio 1985    |                 |
|                                               | You Don't Look 40, Charlie Brown                                       | 2 febbraio 1990   |                 |
|                                               | Good Grief, Charlie Brown: A Tribute to Charles Schulz                 | 11 febbraio 2000  |                 |
|                                               | Here's to You, Charlie Brown: 50 Great Years                           | 10 maggio 2000    |                 |
|                                               | An Enduring Classic: Peanuts Creator Charles Schulz                    | 12 settembre 2000 |                 |
|                                               | The Making of A Charlie Brown Christmas                                | 6 dicembre 2001   |                 |
|                                               | Unlucky in Love: An Unrequited Love Story                              | 15 gennaio 2008   |                 |
|                                               | In Full Bloom: Peanuts at Easter                                       | 19 febbraio 2008  |                 |
|                                               | We Need a Blockbuster, Charlie Brown                                   | 2 settembre 2008  |                 |
|                                               | The Polls Don't Lie: The Making of "You're Not Elected, Charlie Brown" | 7 ottobre 2008    |                 |
|                                               | Popcorn and Jellybeans: Making a Thanksgiving Classic                  | 7 ottobre 2008    |                 |
|                                               | A Christmas Miracle: The Making of "A Charlie Brown Christmas"         | 7 ottobre 2008    |                 |
|                                               | Dust Yourself Off and Pick Yourself Up, Charlie Brown                  | 27 gennaio 2009   |                 |
|                                               | Together Again: A Peanuts Voice-Cast Reunion                           | 7 aprile 2009     |                 |
|                                               | Vince Guaraldi: The Maestro of Menlo Park                              | 7 luglio 2009     |                 |
|                                               | Sibling Rivalry: Growing Up Van Pelt                                   | 6 ottobre 2009    |                 |
|                                               | Woodstock: Creating Snoopy's Sidekick                                  | 6 ottobre 2009    |                 |
|                                               | Animating a Charlie Brown Musical                                      | 26 gennaio 2010   |                 |
|                                               | You're Groovy, Charlie Brown: A Look at Peanuts in the 70s             | 1º giugno 2010    |                 |
|                                               | Snoopy's Home Ice: the Story of the Red Wood Empire Ice Arena          | 21 settembre 2010 |                 |
|                                               | Deconstructing Schulz: From Comic to Screen Play                       | 29 marzo 2011     |                 |
|                                               | Happiness Is Finding the Right Voice                                   | 29 marzo 2011     |                 |
|                                               | 24 Frames a Second: Drawing and Animating a Peanuts Movie              | 29 marzo 2011     |                 |
|                                               | Travels with Charlie: The Making of Bon Voyage, Charlie Brown          | 6 ottobre 2015    |                 |
|                                               | It's Your 50th Christmas, Charlie Brown                                | 30 novembre 2015  |                 |
|                                               | You Never Grow Up, Charlie Brown                                       | 8 marzo 2016      |                 |
| Snoopy nello spazio: i segreti dell'Apollo 10 | Peanuts in Space: Secrets of Apollo 10                                 | 18 maggio 2019    | 18 maggio 2019  |
|                                               | It's Not the Holidays without Charlie Brown, Charlie Brown             | 1º ottobre 2019   |                 |
| Chi sei, Charlie Brown?                       | Who Are You, Charlie Brown?                                            | 25 giugno 2021    | 25 giugno 2021  |

## Film educativi
Tra la fine degli anni 70 e i primi anni 80 i Peanuts sono apparsi in alcuni cortometraggi educativi che furono proiettati in formato 16 mm nelle scuole.
| Titolo originale                     | Anno |
| ------------------------------------ | ---- |
| Tooth Brushing                       | 1978 |
| Clean the Air                        | 1979 |
| It's Dental Flossophy, Charlie Brown | 1980 |

## Musical
| Titolo originale                 | Debutto USA         |
| -------------------------------- | ------------------- |
| You're a Good Man, Charlie Brown | 1967, Off-Broadway  |
| Snoopy: The Musical              | 1975, San Francisco |
| A Charlie Brown Christmas        | 2013                |